# Allen Bathurst (1895–1942)
Allen Algernon Bathurst (ur. 3 sierpnia 1895, zm. 17 grudnia 1942 na Malcie) – brytyjski arystokrata, polityk i podróżnik, najstarszy syn Seymoura Bathursta, 7. hrabiego Bathurst i Lilias Borthwick, córki 1. barona Glenesk.
Od 1895 r. nosił tytuł lorda Apsley. Wykształcenie odebrał w Eton College i Christ Church w Oksfordzie. Tę ostatnią uczelnię ukończył z tytułem bakałarza sztuk pięknych. Brał udział w I wojnie światowej i został odznaczony Krzyż Wojskowy i Order Wybitnej Służby. Otrzymał również Teritorial Decoration. Pełnił funkcję Sędziego Pokoju i zastępcy Lorda Namiestnika Gloucestershire.
Od 1922 do 1924 r. był parlamentarnym prywatnym sekretarzem w departamencie Handlu Zamorskiego. W 1922 został wybrany do Izby Gmin z okręgu Southampton, reprezentując Partię Konserwatywną. W Izbie Gmin zasiadał do 1929 r. Dwa lata później został wybrany ponownie, tym razem z okręgu Bristol Central. Ten okręg reprezentował aż do śmierci. W latach 1925–1929 był parlamentarnym prywatnym sekretarzem ministra transportu. W 1936 r. był parlamentarnym prywatnym sekretarzem ministra koordynacji obrony.
Apsley osiągnął rangę pułkownika Royal Gloucestershire Hussars. Brał udział w II wojnie światowej. W 1942 r. był prezesem Western Airways and Western Transport Company Ltd.
Zginął na Malcie 17 grudnia 1942 w katastrofie lotniczej. Samolot 138 Dywizjonu RAF, którym leciał do Wielkiej Brytanii pilotowany był przez polską załogę.
27 lutego 1924 r. w katedrze Świętego Pawła w Londynie, poślubił Violet Emily Mildred Meeking (przed 1900 – 20 stycznia 1966), córkę kapitana Bertrama Meekinga i Violi Fletcher, córki Johna Fletchera. Allen i Violet mieli razem dwóch synów:
- Henry Allen John Bathurst (192–2011), 8. hrabia Bathurst
- George Bertram Bathurst (ur. 12 marca 1929 – 2010), ożenił się z Susan Messer, z którą miał dzieci